# Tenuipalpus rhagicus
Tenuipalpus rhagicus är en spindeldjursart som beskrevs av Pritchard och Baker 1952. Tenuipalpus rhagicus ingår i släktet Tenuipalpus och familjen Tenuipalpidae. Inga underarter finns listade i Catalogue of Life.